# Distretto di Adjumani
Il distretto di Adjumani è un distretto dell'Uganda, situato nella Regione settentrionale.